# ایزابل مامبینگو
ایزابل مامبینگو (انگلیسی: Isabelle Mambingo؛ زادهٔ ۱۰ آوریل ۱۹۸۵) بازیکن فوتبال اهل کامرون است.
وی همچنین در تیم ملی فوتبال زنان کامرون بازی کرده‌است.